# Poėt i car'
Poėt i car' (Поэт и царь) è un film del 1927 diretto da Vladimir Rostislavovič Gardin e Evgenij Červjakov.